# 拉傑霍夫區

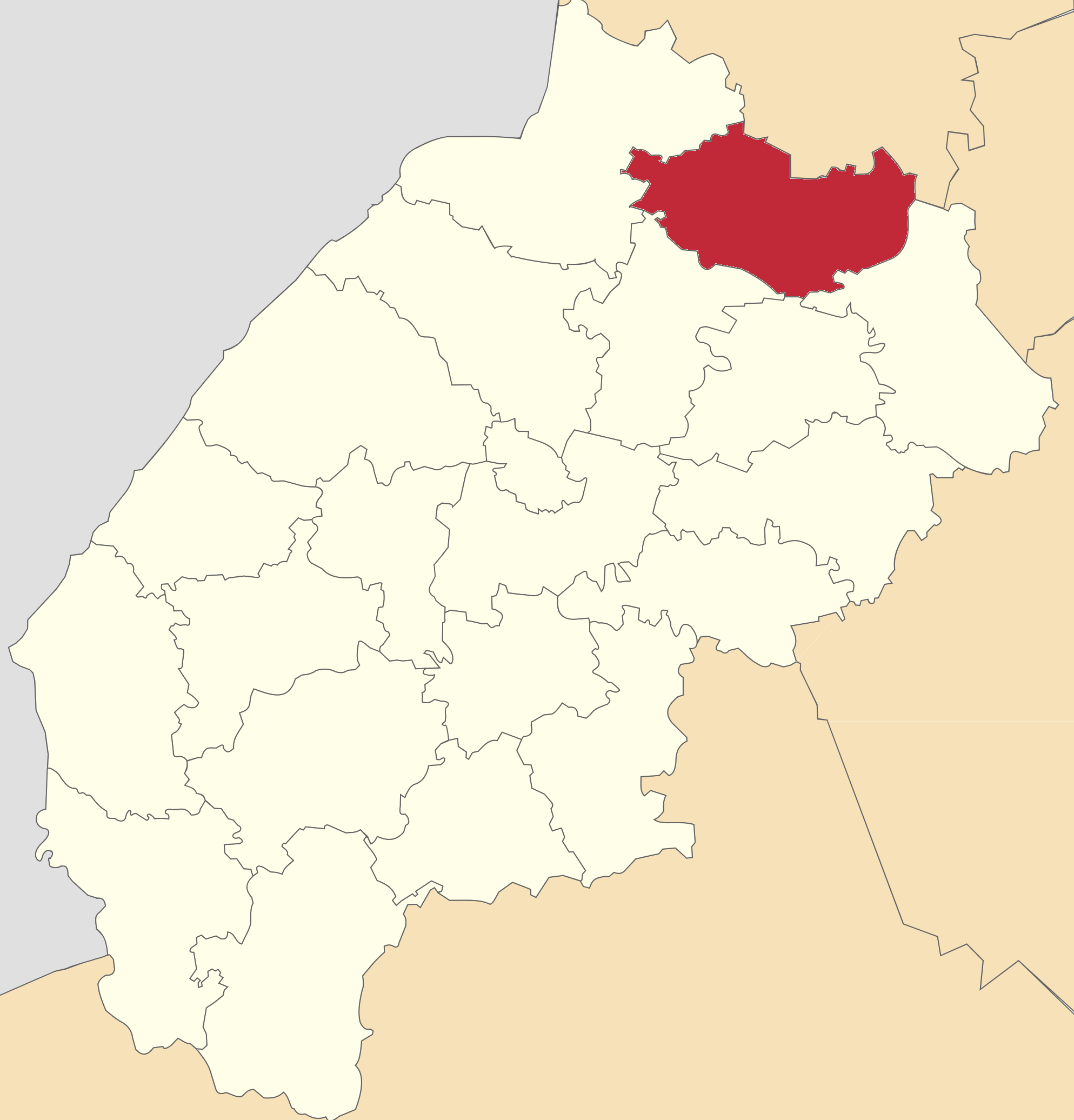
拉傑霍夫區在利沃夫州的位置

拉代希夫區（烏克蘭語：Радехівський район），又按俄语名译为拉傑霍夫區，是烏克蘭西部利沃夫州的一個旧區，行政中心为拉傑霍夫，面積114平方公里，2004年人口52,439，人口密度每平方公里460人。
2020年7月18日乌克兰施行了行政区划改革，利沃夫州的区份数量减至7个，拉傑霍夫區合并至切尔沃诺赫拉德区。